# Aleja Unii Lubelskiej w Lublinie
Aleja Unii Lubelskiej w Lublinie – arteria komunikacyjna Lublinie łącząca rondo im. Romana Dmowskiego z rondem im. Lubelskiego Lipca '80 w relacji północ-południe o długości 1,4 km. Większa część trasy położona jest w dzielnicy Stare Miasto, ale biegnie daleko od zabytków. Na południu krótki odcinek położony jest w dzielnicy Za Cukrownią, następnie przez kilkaset metrów stanowi granicę Starego Miasta ze Śródmieściem, a w północnym odcinku krótką granicę z Kalinowszczyzną. Aleja jest częścią drogi wojewódzkiej nr 835, a także obwodnicy śródmiejskiej.

## Historia
Trasę oddano do użytku w 1986 roku, aby odciążała ruch tranzytowy ze Śródmieścia i Starego Miasta w kierunku Chełma i Zamościa, tj. ówczesnej drogi krajowej nr 17. Rolę tę spełniała do 1989 roku, w którym wybudowano al. Witosa (wschodni odcinek Trasy W-Z). Wówczas stała się drogą wojewódzką nr 835 w kierunku Biłgoraja i Przemyśla.

## Nazwa
Ulica pierwotnie nosiła nazwę al. Władysława Gomułki. Nazwę zmieniono w 1991 r. uchwałą Rady Miejskiej w Lublinie. Obecna nazwa upamiętnia związek między Królestwem Polskim i Wielkim Księstwem Litewskim tzw. Unię Lubelską z 1569 r. podpisaną na Zamku w Lublinie.

## Przebieg i parametry techniczne
Aleja rozpoczyna się od ronda Romana Dmowskiego i biegnie na południe w kierunku ronda Lubelskiego Lipca '80. Krzyżuje się z ul. Zamojską, a właściwie to łącznikiem do niej.
Prędkość na odcinku od Zamku Lubelskiego do ul. Zamojskiej jest zwiększona do 70 km/h. Posiada dwie jezdnie po trzy pasy w każdym kierunku i krótki (ok. 150 m) czteropasmowy odcinek zachodniej jezdni przez most na Bystrzycy. 

## Otoczenie
Po zachodniej stronie alei znajduje się Stare Miasto i Zamek Lubelski, a po przeciwnej stronie znajduje się otwarte w marcu 2015 centrum handlowe Vivo! Lublin. Sąsiadują z nim ogródki działkowe nad rzeką Bystrzycą. Przy ulicy znajduje się też stacja benzynowa AMIC. Na przeciwległym krańcu, przy rondzie im. Lubelskiego Lipca '80 znajduje się centrum handlowe „Gala”.

## Komunikacja miejska
Aleją kursuje wiele linii autobusowych i trolejbusowych oraz znajduje się przy niej kilka przystanków.
Przy alei od początku istnienia postawiono stalowe słupy trakcyjno-oświetleniowe z myślą o budowie trakcji trolejbusowej. W 1985 r. w związku z zamknięciem starego mostu na Bystrzycy w ciągu ul. Zamojskiej trakcję trolejbusową przeniesiono na krótki odcinek nowej al. Unii Lubelskiej przez nowy most na Bystrzycy. Obecnie instalacja trakcji trolejbusowej jest zawieszona na całej długości alei.

### Linie komunikacyjne
Ulicą kursują następujące linie MPK Lublin:

#### Autobusowe
- na całości ulicy: 16, 23, 29.
- na odcinku od Ronda Lubelskiego Lipca '80 do ulicy Zamojskiej: 3, 5, 6, 7, 13, 17, 22, 24, 25, 55, 52, N3.

#### Trolejbusowe
- na odcinku od Ronda Lubelskiego Lipca '80 do ulicy Zamojskiej: 156, 159, 160.
- na całości ulicy: 154